# 前130年
| 千纪： | 前1千纪 |
| 世纪： | 前3世纪 \| 前2世纪 \| 前1世纪                                                                                         |
| 年代： | 前160年代 \| 前150年代 \| 前140年代 \| 前130年代 \| 前120年代 \| 前110年代 \| 前100年代                               |
| 年份： | 前135年 \| 前134年 \| 前133年 \| 前132年 \| 前131年 \| 前130年 \| 前129年 \| 前128年 \| 前127年 \| 前126年 \| 前125年 |
| 纪年： | 西汉元光五年 |

## 大事记

### 中国
- 唐蒙、司马相如通西南夷道。

## 逝世
- 托勒密厄斯，科馬基尼王國建立者。